# بريندان هاميل (لاعب كرة قدم)
بريندان هاميل (بالإنجليزية: Brendan Hamill)‏ مواليد 18 سبتمبر 1992 في سيدني، هو لاعب كرة قدم أسترالي يلعب مع نادي وسترن سيدني واندررز لكرة القدم كمدافع.

## مرحلة الشباب

### أندية لعب لها
- ماركوني ستاليونز

## المسيرة الاحترافية

### أندية لعب لها
- نادي ملبورن سيتي
- نادي سونغنام لكرة القدم
- نادي وسترن سيدني واندررز لكرة القدم

## روابط خارجية
- بريندان هاميل على موقع الاتحاد الدولي (مؤرشف)  (الإنجليزية)
- بريندان هاميل على موقع دوري كوريا الجنوبية (الإنجليزية)
- بريندان هاميل على موقع قاعدة بيانات كرة القدم.إي يو (الإنجليزية)
- بريندان هاميل على موقع Soccerway.com (الإنجليزية)
- بريندان هاميل على موقع عالم كرة القدم.نت (الإنجليزية)